# Blaesilla von Rom
Blaesilla, auch Blesilla (* 364; † 384 in Rom), war die älteste der Töchter der heiligen Paula und Schwester der Jungfrau Eustochium. Blaesilla gilt als Heilige; der Gedenktag nach dem Martyrologium Romanum ist der 22. Januar.

## Vita
Paula und Eustochium gehörten zu dem Kreis christlicher Witwen und Jungfrauen, der sich in Rom um den Priester und späteren Kirchenvater Hieronymus gebildet hatte. Blaesillas Mann Furius starb sieben Monate nach der Heirat. Paula ermunterte die lebenslustige junge Witwe zunächst vergebens zu dem asketischen Leben, das sie selbst und Eustochium führten. 384, nachdem Blaesilla fast an einer Krankheit gestorben wäre und sich gerade erholte, entschloss sie sich jedoch, die asketische Lebensweise ihrer Mutter und Schwester zu übernehmen. Mit Eifer betrieb sie Bibelstudien; Hieronymus lobte die Ernsthaftigkeit ihres Gebetes und ihren scharfen Intellekt. Angeblich lernte sie die hebräische Sprache schneller als Origenes. Die Askese jedoch war für ihren geschwächten Körper zu viel und sie starb vier Monate später. Paula wurde vom Tod ihrer Tochter so getroffen, dass sie ohnmächtig aus dem Leichenzug getragen werden musste.

## Nachwirkung des Todes
Hieronymus kannte die Gefahren radikaler Askese. Er hatte hilflos dabei zugesehen, wie sich Blaesilla, nach angeblich überstandener schwerer Erkrankung, zu Tode fastete. Dazu schrieb er in seinem Trostbrief an Paula: „Als man Dich ohnmächtig mitten aus dem feierlichen Leichenbegängnis hinwegtrug, da fing die Menge an zu raunen: 'Haben wir es nicht oft genug gesagt, dass es so kommen wird? Sie weint um ihre Tochter, die ein Opfer des Fastens geworden ist. Sie ist untröstlich, dass sie nicht wenigstens aus deren zweiter Ehe Enkel zu sehen bekam. Wie lange mag es noch anstehen, bis man das abscheuliche Geschlecht der Mönche aus der Stadt vertreibt, mit Steinen zu Tode wirft oder in das Wasser stürzt?'“ 
Man möge Blaesilla nicht betrauern, sondern froh sein, dass sie zu Christus gegangen sei: „Wir aber, die wir Christus angezogen haben und nach dem Apostel ein königliches und priesterliches Geschlecht geworden sind, sollen uns nicht wegen der Toten betrüben.“ Er selbst wolle das Andenken an seine Schülerin in all seinen Schriften ehren: „Solange der Geist noch diese meine Glieder regiert, (...) wird meine Zunge ihr Lob verkünden (...) Keine Seite werde ich schreiben, die nicht Blesillas Namen enthält. Wohin immer die Denkmale meines Geistes gelangen, dorthin wird auch sie mit meinen Werken wandern. (...) Mit Christus weilt sie im Himmel, aber auch in der Menschen Mund wird sie weiterleben. (...) In meinen Schriften wird sie nicht sterben.“
Über den Tod der jungen Frau durch ihre Askese gab es in Rom große Aufregung. Die vorher schon harsche Kritik an Hieronymus wurde noch heftiger und führte dazu, dass er 385 die Stadt verließ und mit Paula und Eustochium nach Bethlehem ging. In dem Brief, in dem Hieronymus an Bord seines Fluchtschiffes mit den römischen Verhältnissen abrechnete, erwähnt er Blaesilla nicht einmal.

## Verehrung
Der Verbleib der Reliquien Blaesillas ist nicht bekannt; ihr ist keine Kirche geweiht. Sie wird als Patronin der jungen Bräute und der Witwen angesehen.